# Savignia nenilini
Savignia nenilini là một loài nhện trong họ Linyphiidae.
Loài này thuộc chi Savignia. Savignia nenilini được Yuri M. Marusik miêu tả năm 1988.